# Saint-Fuscien
Saint-Fuscien là một xã ở tỉnh Somme, vùng Hauts-de-France, Pháp.

## Địa lý
Thị trấn này có cự ly khoảng 3 dặm Anh về phía nam của Amiens, trên đường D7.

## Dân số
| 1962                                                                             | 1968 | 1975 | 1982 | 1990 | 1999 | 2004 |
| -------------------------------------------------------------------------------- | ---- | ---- | ---- | ---- | ---- | ---- |
| 363                                                                              | 431  | 687  | 1026 | 1031 | 966  | 903  |
| Census count starting from 1962 Source=INSEE: Population without double counting |      |      |      |      |      |      |

| Image | blason                                                                     |
| ----- | -------------------------------------------------------------------------- |
|       | Saint-Fuscien D'azur aux troés keuvrons d'érgint aveuc troés étoéles d'or. |